# Bennosäule

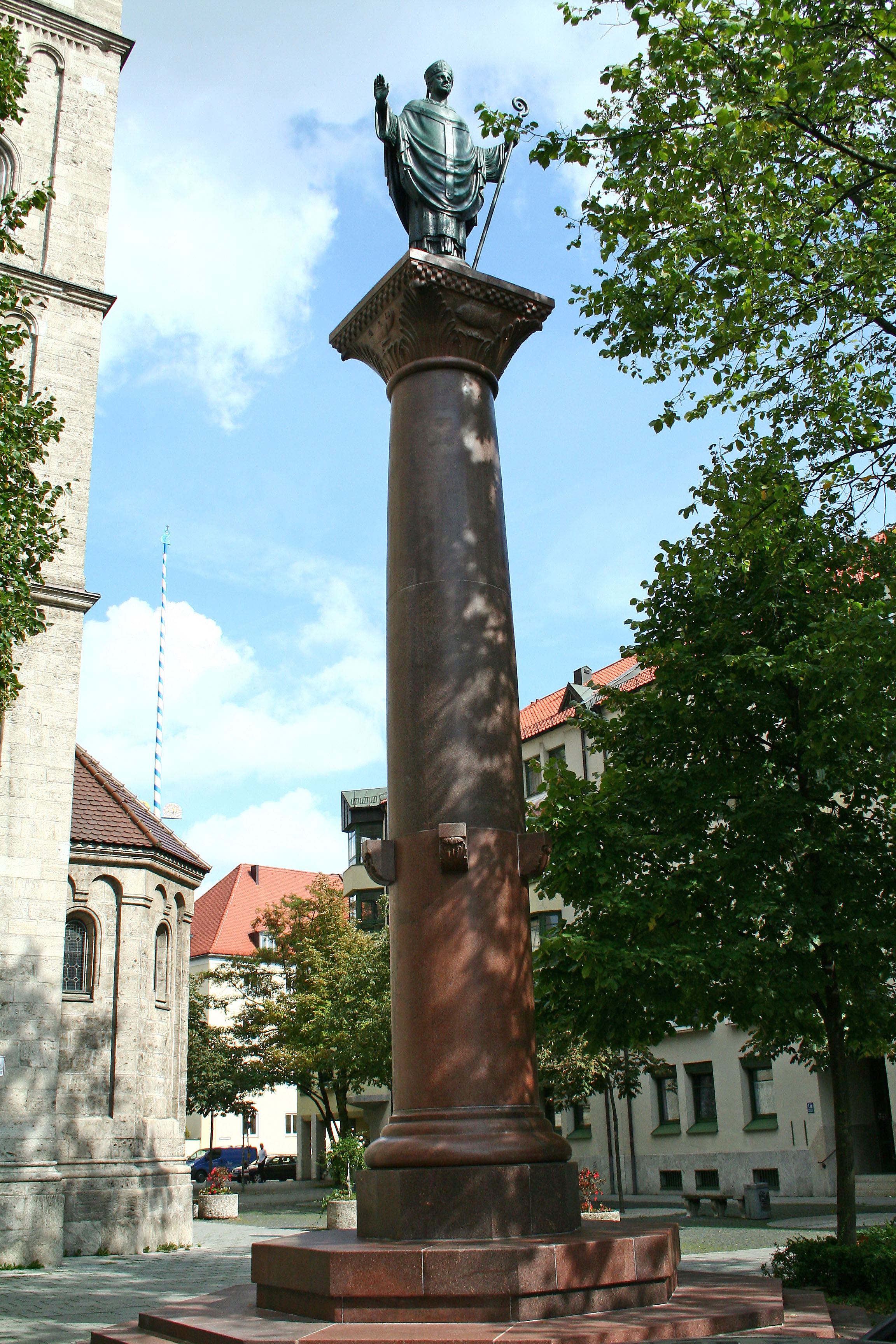
Bennosäule

Die Bennosäule ist ein Denkmal in München. Sie wurde von dem Architekten German Bestelmeyer (Gesamtkonzeption) und dem Bildhauer Georg Albertshofer (Modellierung) geschaffen und 1910 im Stadtteil Maxvorstadt auf dem Platz südöstlich der Pfarrkirche St. Benno aufgestellt. Die Figur wurde von Ferdinand von Miller gegossen.
Die Säule ist 11,60 Meter hoch und wurde aus rotem Porphyr angefertigt. Auf ihr befindet sich eine etwa drei Meter hohe Bronzefigur, die den Münchener Schutzpatron Benno von Meißen in vollem Ornat zeigt.